# 小畑力人
小畑 力人（おばた りきと、1947年3月4日 - ）は、日本の観光学者。元和歌山大学理事。

## 略歴
大阪府出身。1966年、大阪府立清水谷高等学校卒業。1972年、立命館大学経済学部卒業。大学時代は学生運動のリーダーだった。予備校の関西文理学院に入職。進学指導部長や受験誌編集長などを経て、1987年、川本八郎からヘッドハンティングを受けて学校法人立命館に移り入学課長、教学部次長、入試部長、総務部長など歴任。
「学生は顧客」という経営的視点を取り入れた改革を行い、関関同立の一角ながら低迷の続いた立命館を、人気の大学に育てた。入試の面では、2教科式や論文式、スポーツ選抜、地方会場を大幅に増やした全国縦断入試、大学入試センター試験と短期大学からの編入学制度を導入。広報の面も重視し「Rits」（リッツ）のロゴマークに象徴されるUI(ユニバーシティアイデンティティ)戦略を提案した。
結果、従来4万人足らずだった立命館大学の受験者数は、10万人に増加する人気の大学に変貌した。そのほか、系列校（付属学校）を充実させ、卒業生組織も強化している。2004年、国立大学法人化と同時に和歌山大学へ移り、理事、観光学部教授を歴任。2012年4月から2017年3月まで追手門学院大学社会学部教授。2017年4月より神戸山手大学客員教授。